# Tyler Robertson
Tyler Robertson (23 de diciembre de 1987) es un ex lanzador de béisbol profesional estadounidense. Ha jugado en las Grandes Ligas de Béisbol (MLB) para los Minnesota Twins.

## Carrera

### Minnesota Twins
Tyler fue la selección de tercera ronda de Minnesota Twins en el draft de 2006 de las Grandes Ligas. Hizo su debut en las Grandes Ligas el 26 de junio de 2012, donde Robertson ponchó a los primeros tres bateadores que enfrentó.
En la primera mitad de la temporada 2008, Tyler tuvo marca de 4-2 con un promedio de rendimiento limpio de 2,76 y 58 ponches en 11 aperturas para ayudar a Fort Myers a obtener el título de la División Oeste de la primera mitad de la Florida State League. Una de esas victorias fue una victoria completa por 6-1 sobre los Yankees de Tampa en el Steinbrenner Field.
Fue retirado después de cuatro entradas contra los Vero Beach Devil Rays el 7 de julio por dolor en el hombro y no volvió a lanzar durante el resto de la temporada.
Robertson realiza principalmente tres lanzamientos: una bola rápida de cuatro costuras y una bola rápida de dos costuras que rondan los 90 mph, así como un control deslizante en los 80 grados bajos a medios. El slider es en realidad su lanzamiento más común contra bateadores zurdos, especialmente cuando está por delante en la cuenta. Robertson también ha lanzado un pequeño puñado de curvas y cambios.

### Washington Nationals
Los Washington Nationals reclamaron a Robertson de las exenciones el 7 de junio de 2013. Fue designado para asignación el 20 de noviembre de 2013.